# Margaret Sambiria
Margaret Sambiria (1230? – decembrie 1282) a fost regină consort, soția regelui Christopher I al Danemarcei. A acționat ca regentă pentru fiul ei minor, Eric al V-lea al Danemarcei.

## Biografie
Născută în jurul anului 1230 a fost fiica ducelui Sambor al II-lea și a soției acestuia, Matilda de Mecklenburg. Ei conduceau ținutul Pomerelia, care pe atunci era tratat ca un ducat sau principat.
Bunicii paterni au fost Mściwój de Pomerelia și Swinislawa și bunicii materni au fost Henry Borwin II, Lord de Mecklenburg și Lady Kristina din Scania. Margaret și-a primit numele, care pe atunci era relativ rar în Germania de Nord și Polonia (de fapt Margaret este un nume grecesc) în onoarea rudelor materne scandinave.
În 1248 era căsătorită cu prințul Christopher, fiul cel mic al regelui Valdemar al II-lea al Danemarcei și a reginei Berengária a Portugaliei. Soțul ei a urcat pe tronul Danemarcei în 1252 sub numele de Christopher I al Danemarcei.
Soțul ei a murit la 29 mai 1259 (zvonurile spun că a murit otrăvit). Fiul și moștenitorul lor, Eric al V-lea al Danemarcei, era minor și Margaret a devenit regentă , poziție pe care a deținut-o până în 1264.
Succesiunea lui Eric a trecut peste drepturile descendenților monarhilor anteriori. Reputația fiilor regelui Abel al Danemarcei, a fost afectată de acte de fratricid și crimă și a fost relativ ușor să se ignore pretențiile lor la tron. Chiar și așa, în timpul domniei sale, Christopher s-a asigurat că îi va succeda propriul său fiu. Accesiunea fiului lui Christopher, Eric al V-lea a condus la o rivalitate serioasă pentru generații, dar linia lui Christopher a fost capabil să-și păstreze cu succes pretenția lor la tronul danez.
Margaret s-a certat cu Jakob Erlendsen și cu nepotul soțului ei, Eric Abelson, precum și cu conții de Holstein. După ce a pierdut în Lohede în 1261, Margaret, împreună cu fiul ei, tânărul Eric al V-lea au fost închiși de către contele de Holstein. Ei au reușit în curând să scape cu ajutorul lui Albert de Brunswick.
În 1263, o rivalitate nerezolvată dintre Eric al V-lea și adepții fostului rege al Danemarcei, Abel, a forțat-o pe Margaret să-i scrie Papei Urban al IV-lea, cerându-i să permită femeilor să moștenească tronul danez. Acest lucru ar face posibil ca una dintre surorile lui Eric să devină regină de drept în Danemarca, în cazul decesului lui Eric al V-lea (el nu avea copii încă). Urban al IV-lea a încuviințat.
În 1270 ea a fondat și a donat bani mănăstirii Sfintei Cruci din Rostock.
În timpul ei, Margaret a fost reputată drept o regentă competentă și luminată. Poreclele ei, "Sprænghest" (Cal-de-spargere) și "Sorte Grete" (Greta cea Neagră) dezvăluie o personalitate puternică, voință, energie. A murit în decembrie 1282 și a fost îngropată la mănăstirea Doberan pe coasta Mării Baltice din Germania.